# 2019年の全日本ロードレース選手権
2019年の全日本ロードレース選手権は、全日本ロードレース選手権の53年目のシーズン。

## 開催スケジュール
| ラウンド | 決勝日  | サーキット         | JSB1000勝者       | J-GP2勝者         | J-GP3勝者         | ST600勝者         | JP250勝者       |
| -------- | ------- | ------------------ | ----------------- | ----------------- | ----------------- | ----------------- | --------------- |
| 1        | 4月7日  | ツインリンクもてぎ | 中須賀克行        | 名越哲平          | 長谷川聖          | 岡本裕生          | 笠井悠太        |
| 2        | 4月21日 | 鈴鹿サーキット     | 高橋巧            | 未開催            | 未開催            | 未開催            | 未開催          |
| 3        | 5月26日 | スポーツランドSUGO | 高橋巧            | 作本輝介          | 鈴木大空翔        | 小山知良          | 笠井悠太        |
| 4        | 6月23日 | 筑波サーキット     | 未開催            | 榎戸育寛 名越哲平 | 福嶋佑斗 長谷川聖 | 長尾健吾 岡本裕生 | 森俊也 笠井悠太 |
| 5        | 8月18日 | ツインリンクもてぎ | 中須賀克行        | 未開催            | 未開催            | 未開催            | 未開催          |
| 6        | 9月1日  | 岡山国際サーキット | 野左根航汰        | 榎戸育寛          | 長谷川聖          | 小山知良          | 笠井悠太        |
| 7        | 10月6日 | オートポリス       | 中須賀克行        | 名越哲平          | 村瀬健琉          | 小山知良          | 松岡玲          |
| 8        | 11月3日 | 鈴鹿サーキット     | 中須賀克行 高橋巧 | 榎戸育寛          | 鈴木大空翔        | 南本宗一郎        | 片山千彩都      |

## ポイントシステム
| 順位     | 1  | 2  | 3  | 4  | 5  | 6  | 7  | 8  | 9  | 10 | 11 | 12 | 13 | 14 | 15 | 16 | 17 | 18 | 19 | 20 |
| -------- | -- | -- | -- | -- | -- | -- | -- | -- | -- | -- | -- | -- | -- | -- | -- | -- | -- | -- | -- | -- |
| ポイント | 25 | 22 | 20 | 18 | 16 | 15 | 14 | 13 | 12 | 11 | 10 | 9  | 8  | 7  | 6  | 5  | 4  | 3  | 2  | 1  |

- 予選出走台数1台以下は不成立。
- 得点は、完走者のみポイントが与えられる。

- 耐久ポイント（レース距離130㎞を超え、ライダーが１名もしくは２名走行のレース）は、上記ポイント以外に各々のライダーに耐久ボーナスポイントの10点が加算される。ただし、ライダーが2名の場合、各大会に定められた規定周回数を満たないライダーには、通常上記および耐久ボーナスのポイントは付与されない。
- MFJグランプリ大会は、規定のポイントに３点が加算される。
- ２ヒート制の場合のポイントは、各ヒートごとに通常のポイントが与えられる。
- MFJグランプリの２ヒートレースはそれぞれのヒートにボーナスポイント３ポイントが加算される。
- J-GP3クラスについては、年齢12歳から17歳までのライダーにユースカップが設定される。
- ユースカップの得点は、レースの総合順位に基づき与えられる。
- MFJのスポーツ国籍以外の選手についても、全日本選手権の得点を付与する。
- チームランキングポイントは、年間登録チームのみが対象とされ、そのチームが起用するライダーの中の一番よいポイントだけを抽出し、積算する。
- 2019年度文部科学大臣杯は、JSB1000チャンピオンに授与される。